# Белопетниста кутиеста риба
Белопетнистите кутиести риби (Ostracion meleagris) са вид животни от семейство Ostraciidae.
Обитават кораловите рифове. На дължина достигат до 25 сантиметри.
Таксонът е описан за пръв път от Джордж Шоу през 1796 година.

## Подвидове
- Ostracion meleagris meleagris